# Station Southport
Southport is een spoorwegstation van National Rail in Southport, Sefton in Engeland. Het station is eigendom van Network Rail en wordt beheerd door Merseyrail.